# Patterson-Gimlin-Film
Beim Patterson-Gimlin-Film handelt es sich um eine Filmaufnahme, die ein nicht identifiziertes Subjekt zeigt, von dem die Filmemacher behaupten, es sei ein Bigfoot. Das Filmmaterial wurde 1967 in Nordkalifornien gedreht und ist seitdem vielen Versuchen unterworfen worden, es zu authentifizieren oder als Schwindel zu entlarven.
Die Aufnahmen wurden entlang des Bluff Creek, einem Nebenfluss des Klamath River, etwa 40 Kilometer nordwestlich von Orleans im Del Norte County gefilmt. Der Drehort liegt etwa 60 km (38 Meilen) südlich von Oregon und 30 km (18 Meilen) östlich des Pazifischen Ozeans. Jahrzehntelang war die genaue Lage des Drehortes nicht mehr zu ermitteln, vor allem wegen des Wiederbewuchses von Laub im Bachbett nach der Flut von 1964. Er konnte im Jahr 2011 wieder ermittelt werden und befindet sich direkt südlich eines nördlich verlaufenden Abschnitts des Creeks, der im Volksmund als „die Bowlingbahn“ bekannt ist.
Der Film wurde von Roger Patterson (1933–1972) und Robert „Bob“ Gimlin (* 1931) aufgenommen. Patterson starb 1972 an Krebs und „behauptete bis zum Schluss, dass die Kreatur auf dem Film echt sei.“ Pattersons Freund Gimlin hat immer bestritten, an irgendeinem Teil eines Hoaxes mit Patterson beteiligt gewesen zu sein. Gimlin vermied es meist, das Thema öffentlich zu diskutieren, zumindest von den frühen 1970er Jahren bis etwa 2005 (mit Ausnahme von drei Auftritten), als er begann, Interviews zu geben und auf Bigfoot-Konferenzen aufzutreten.
Der Film ist 23,85 Fuß (7,27 m) lang (davor gibt es 76,15 Fuß bzw. 23,21 Meter Filmmaterial mit Pferden), hat 954 Bilder, und läuft 59,5 Sekunden lang mit 16 Bildern pro Sekunde. Wenn der Film mit 18 Bildern pro Sekunde gedreht wurde, wie der Anthropologe und Bigfoot-Forscher Grover Krantz vermutete, dauerte das Ereignis 53 Sekunden. Das Datum war der 20. Oktober 1967, laut den Filmemachern, obwohl einige Kritiker glauben, dass es früher gedreht wurde.

## Hintergrund
Patterson sagte, dass er begonnen hat sich für Bigfoot zu interessieren, nachdem er im Dezember 1959 einen Artikel über die Kreatur von Ivan T. Sanderson in der Zeitschrift True gelesen hatte. 1961 veröffentlichte Sanderson sein enzyklopädisches Werk Abominable Snowmen: Legend Come to Life, eine weltweite Übersicht von Berichten über Bigfoot-artige Kreaturen, einschließlich neuerer Fährtenfunde im Bluff-Creek-Gebiet, was sein Interesse verstärkte.
Pattersons eigenes Buch Do Abominable Snowmen of America Really Exist? wurde 1966 im Selbstverlag veröffentlicht. Das Buch wurde als „wenig mehr als eine Sammlung von Zeitungsausschnitten, die mit Pattersons Prosa im Zirkus-Poster-Stil zusammengeschnürt sind“ charakterisiert. Das Buch enthält jedoch 20 Seiten von bisher unveröffentlichten Interviews und Briefen, 17 Zeichnungen von Patterson von den im Text beschriebenen Begegnungen, 5 handgezeichnete Karten (selten in späteren Bigfoot-Büchern) und fast 20 Fotos und Illustrationen aus anderen Quellen. Es wurde erstmals 1996 von Chris Murphy nachgedruckt, und dann 2005 erneut von Murphy unter dem Titel The Bigfoot Film Controversy neu aufgelegt, mit 81 Seiten zusätzlichem Material von Murphy.
Im Mai/Juni 1967 begann Patterson mit den Dreharbeiten zu einem Dokudrama oder Pseudo-Dokumentarfilm über Cowboys, die von einem alten Bergmann und einem weisen indianischen Fährtenleser auf der Jagd nach Bigfoot begleitet werden. Die Handlung sah vor, dass Patterson, sein indianischer Führer (Gimlin mit Perücke) und die Cowboys in Rückblenden die Geschichten von Fred Beck (vom Ape-Canyon-Vorfall von 1924) und anderen erinnern sollten, während sie die Kreatur zu Pferd verfolgten. Für Schauspieler und Kameramann setzte Patterson an drei Drehtagen mindestens neun freiwillige Bekannte ein, darunter Gimlin und Bob Heironimus, eventuell über das Memorial-Day-Wochenende. Patterson hätte ein Kostüm gebraucht, um Bigfoot darzustellen, wenn die Zeit gekommen wäre, solche Szenen zu drehen.
Vor den Dreharbeiten im Oktober 1967 besuchte Patterson offenbar zu folgenden Anlässen Los Angeles:
- Patterson fuhr 1964 nach Hollywood und besuchte den aus Yakima stammenden Rockabilly-Songwriter und Gitarristen Jerry Lee Merritt, der zu dieser Zeit in Hollywood lebte.[3] Er versuchte, seine Hoop-Toy-Erfindung zu verkaufen.[4]
- 1966 besuchte er Merritt erneut, wobei er nach wie vor versuchte, seine Hoop-Toy-Erfindung zu verkaufen.[5]

Merritt zog bald zurück nach Yakima und wurde Pattersons Nachbar und später sein Mitarbeiter bei seiner Bigfoot-Dokumentation.
- Später im Jahr 1966 fuhren er und Merritt zu verschiedenen Zwecken dorthin. Patterson besuchte den Cowboy-Filmstar Roy Rogers, um diesen um Unterstützung zu bitten. Er versuchte, seine Ponys und seinen Wagen an Disneyland oder an die Knott’s Berry Farm zu verkaufen.[6]
- Im Sommer 1967, nachdem er anscheinend 700 Dollar von den Radfords erhalten und einige seiner Dokumentarfilme gedreht hatte, versuchte er erfolglos, Investoren zu gewinnen, die ihm helfen sollten, seinen Bigfoot-Film weiter zu finanzieren.[7] Sie ließen sich den Begriff „Bigfoot“ urheberrechtlich oder markenrechtlich schützen.[8]

Sowohl Patterson als auch Gimlin waren Rodeo-Reiter und Amateurboxer gewesen, bei letzterem waren sie lokale Meister in ihren Gewichtsklassen. Patterson hatte Highschool-Football gespielt.
Im Oktober 1967 machten sich Patterson und sein Freund Gimlin auf den Weg in den Six Rivers National Forest im hohen Norden Kaliforniens. Sie fuhren in Gimlins Lastwagen, der mit Proviant und drei Pferden beladen war, die seitlich aufgestellt waren. Patterson wählte das Gebiet, weil es in der Vergangenheit dort immer wieder Berichte über die Kreatur gegeben hatte und seit 1958 auch riesige Fußabdrücke gefunden wurden, die ihr zugeschrieben wurden. Der jüngste dieser Berichte war ein nahegelegener Fährtenfund am Blue Creek Mountain, der von dem Journalisten John Green, dem Bigfoot-Jäger René Dahinden und dem Archäologen Don Abbott am und nach dem 28. August 1967 untersucht wurde. Dieser Fund wurde Patterson (über dessen Frau) kurz darauf von Al Hodgson, dem Besitzer des Willow Creek Variety Store, gemeldet.
Obwohl Gimlin sagte, dass er die Existenz von Sasquatch-ähnlichen Kreaturen bezweifelte, stimmte er Pattersons Beharren zu, dass sie nicht versuchen sollten, eine der Kreaturen zu erschießen.

## Die Begegnung
Gemäß ihren Schilderungen waren Patterson und Gimlin am frühen Nachmittag des 20. Oktober 1967 entlang des Ostufers des Bluff Creek in Richtung Nordosten (flussaufwärts) mit ihren Pferden unterwegs. Irgendwann zwischen 13:15 und 13:40 Uhr kamen sie „zu einem umgestürzten Baum mit einem großen Wurzelwerk an einer Biegung des Baches, fast so hoch wie ein Zimmer.“
Als sie ihn umrundeten, „gab es dort eine Ansammlung von Baumstämmen – ein ‚Krähennest‘ –, das von der Flut von ’64 übrig geblieben war.“ Im gleichen Zuge entdeckten sie eine Gestalt dahinter. Sie „hockte entweder neben dem Bach zu ihrer Linken“ oder „stand“ dort, am gegenüberliegenden Ufer. Gimlin beschrieb später, dass er sich in einem leichten Schockzustand befand, nachdem er die Kreatur zum ersten Mal gesehen hatte.
Patterson schätzte die Höhe des Wesens zunächst auf 1,98 m (6 Fuß 6 Zoll) bis 2,1 m (7 Fuß), und änderte seine Schätzung später auf 2,29 m (7 Fuß 6 Zoll). Einige spätere Analysten, darunter der Anthropologe Grover Krantz, sind der Meinung, dass Pattersons spätere Schätzung etwa 1 Fuß (0,30 m) zu groß war. Gimlins Schätzung war 6 Fuß (1,8 m).
Der Film zeigt, was Patterson und Gimlin zufolge eine große, haarige, zweibeinige, affenähnliche Gestalt mit kurzen, „silbrig-braunen“, „dunkelrot-braunen“ oder „schwarzen“ Haaren, die den größten Teil des Körpers, einschließlich der hervorstehenden Brüste, bedecken. Die Gestalt im Film stimmt im Allgemeinen mit den Beschreibungen von Bigfoot überein, die von anderen geliefert werden, die behaupten, ein solches Wesen gesehen zu haben.
Patterson schätzt, dass er etwa 7,6 m (25 Fuß) von der Kreatur entfernt war, als er ihr am nächsten war. Er sagte weiter, dass sein Pferd sich aufbäumte, als er die Gestalt wahrnahm, und er verbrachte etwa 20 Sekunden damit, sich aus dem Sattel zu lösen, sein Pferd zu kontrollieren, auf die andere Seite zu gelangen und seine Kamera aus einer Satteltasche zu holen, bevor er auf die Gestalt zulaufen konnte, während er zugleich seine Kamera bediente. Er rief Gimlin zu: „Gib mir Deckung“, was bedeutete, dass er das Gewehr herausholen sollte. Gimlin überquerte den Bach zu Pferd, nachdem Patterson weit darüber hinaus gerannt war, und ritt auf einem Pfad etwas links von Pattersons und etwas jenseits seiner Position. Perez schätzt, dass er bis auf 60–90 Fuß (18–27 m) an „Patty“ herankam. Im Anschluss stieg er mit dem Gewehr in der Hand ab, richtete die Waffe aber nicht auf die Kreatur.
Die Gestalt hatte sich bis zu einer Entfernung von etwa 37 m von ihnen entfernt, bevor Patterson begann, ihr hinterherzulaufen. Der resultierende Film (ca. 59,5 Sekunden lang bei 16 fps) ist zunächst recht verwackelt, bis Patterson etwa 24 m von der Figur entfernt war. An diesem Punkt warf die Gestalt einen Blick über ihre rechte Schulter auf die Männer und Patterson fiel auf die Knie; auf Krantz’ Karte entspricht dies Bild 264. Gegenüber dem Forscher John Green charakterisierte Patterson später den Gesichtsausdruck der Kreatur als einen von „Verachtung und Abscheu [...] Sie wissen ja, wie es ist, wenn der Schiedsrichter sagt: ‚Noch ein Wort und du bist aus dem Spiel.‘ So hat es sich angefühlt.“
Kurz nach diesem Punkt beginnt der gleichmäßige, mittlere Teil des Films, der das berühmte Rückblickbild 352 enthält. Patterson sagte, „es drehte sich insgesamt, glaube ich, dreimal um“, die anderen Male waren also vor Beginn der Dreharbeiten und/oder während er mit dem Finger am Auslöser lief. Kurz nach dem Blick über die Schulter, verschwindet die Kreatur für 14 Sekunden hinter einer Baumgruppe, taucht dann wieder für die letzten 15 Sekunden des Films für 14 Sekunden auf. Nachdem sich Patterson 10 Fuß (3 m) zu einem besseren Aussichtspunkt bewegt, verschwindet es allmählich wieder in den Bäumen und ist dann in einer Entfernung von 265 Fuß (81 m) nicht mehr zu sehen, gleichsam als die Filmrolle auslief.
Gimlin stieg wieder in den Sattel und verfolgte es zu Pferd, wobei er Abstand hielt, bis es in dreihundert Yards (270 m) Entfernung um eine Kurve in der Straße verschwand. Patterson rief ihn an diesem Punkt zurück, da er sich zu Fuß ohne Gewehr verwundbar fühlte, weil er befürchtete, dass ein Gefährte der Kreatur hinzustoßen könnte. Die gesamte Begegnung hatte weniger als zwei Minuten gedauert.
Als Nächstes trieben Patterson und Gimlin Pattersons Pferde zusammen, die in die entgegengesetzte Richtung, flussabwärts, weggelaufen waren, bevor die Dreharbeiten begannen. Patterson holte seine zweite Filmrolle aus der Satteltasche und filmte die Spuren. Dann verfolgten die Männer „Patty“ entweder eine Meile (1,6 km) oder drei Meilen (4,8 km) lang, verloren das Wesen aber „im dichten Unterholz“. Sie gingen zurück zu ihrem Lagerplatz drei Meilen (4,8 km) südlich, holten Gips, kehrten zur Stelle der Filmaufnahmen bzw. der Begegnung zurück, maßen die Schrittlänge der Kreatur und fertigten zwei Gipsabdrücke an, je einen vom rechten und linken Fußabdruck mit der jeweils besten Qualität.

### Details
Laut Patterson und Gimlin waren sie die einzigen Zeugen ihrer kurzen Begegnung mit der Kreatur, von der sie behaupteten, dass es sich um einen Sasquatch handele. Ihre Aussagen stimmen im Allgemeinen überein, allerdings stellt der Autor Greg Long eine Reihe von Ungereimtheiten fest. Sie boten etwas unterschiedliche Abläufe bei der Beschreibung, wie sie und die Pferde beim Anblick der Kreatur reagierten. Insbesondere Patterson erhöhte seine Schätzungen der Größe der Kreatur in späteren Erzählungen der Begegnung. In einem anderen Kontext, argumentiert Long, würden diese Diskrepanzen wahrscheinlich als geringfügig angesehen werden, aber angesichts der außergewöhnlichen Behauptungen von Patterson und Gimlin, sind alle offensichtlichen Unstimmigkeiten in der Wahrnehmung oder den Erinnerungen erwähnenswert.
Die Verteidiger des Films entgegnen hierbei, dass kommerziell motivierte Fälscher ihre Geschichten vorher „in Ordnung gebracht“ hätten, so dass sie sich nicht sofort beim Interview und in so vielen Punkten uneinig gewesen wären, und hätten kein Kostüm und keine Kreatur mit vorhersehbar kritikwürdigen Merkmalen und Verhaltensweisen geschaffen.
Ein gewichtigerer Einwand betrifft den Ablauf der Entstehung des Films. Dies ist wichtig, weil der Kodachrome-II-Film, soweit bekannt, nur von einem Labor entwickelt werden konnte, das über eine entsprechende 60.000 Dollar teure Maschine verfügte, und die wenigen Labore an der Westküste, von denen bekannt ist, dass sie eine solche Maschine besaßen, entwickelten nicht an Wochenenden. Pattersons Schwager Al DeAtley behauptete, sich nicht daran erinnern zu können, wohin er den Film zur Entwicklung brachte oder wo er ihn abholte. Kritiker behaupten, dass zwischen den Aufnahmen (frühestens um 13:15 Uhr) und der Ankunft der Filmemacher in Willow Creek (spätestens um 18:30 Uhr) zu viel passiert sei. Daegling schrieb: „Alle Probleme mit dem Ablauf verschwinden, wenn der Film ein paar Tage oder Stunden vorher gedreht wurde. Wenn das der Fall ist, muss man sich fragen, welche anderen Details dieser Geschichte falsch sind.“ Die Verteidiger des Films erwidern, dass das Zeitfenster zwar eng war, aber alles in allem machbar.
Chris Murphy schrieb: „Ich habe mit Bob Gimlin bestätigt, dass Patterson definitiv ein kleines Quarter-Horse ritt (das ihm gehörte), anstelle seines Welsh-Ponys ‚Peanuts‘. Außerdem hatte Patterson arrangiert, ein Pferd namens ‚Chico‘ von Bob Heironimus zu leihen, das Gimlin benutzen sollte [...] Gimlin hatte kein Pferd, das für die Expedition geeignet (alt genug) war.“ Heironimus erklärte, dass Chico (ein Wallach mittleren Alters) „nicht springen oder bocken würde...“

## Unmittelbare Nachwirkungen
Gegen 18:30 Uhr trafen sich Patterson und Gimlin mit Al Hodgson in dessen Sonderpostenmarkt in Willow Creek, etwa 54,3 Meilen (87,4 km) südlich per Straße, etwa 28,8 Meilen (46,3 km) auf der Bluff Creek Road und 25,5 Meilen (41 km) auf der California State Route 96 nach Willow Creek. Patterson beabsichtigte, weiter nach Eureka zu fahren, um seinen Film von dort zu verschicken. Entweder zu diesem Zeitpunkt, oder als er in der Gegend um Eureka/Arcata ankam, rief er Al DeAtley (seinen Schwager in Yakima) an und sagte diesem, dass er den Film, den er verschicken wollte, erwarten würde. Er bat Hodgson, Donald Abbott anzurufen, den Grover Krantz als „den einzigen Wissenschaftler von Format, der ernsthaftes Interesse an dem [Bigfoot-]Thema gezeigt hat“, beschrieb, in der Hoffnung, er würde ihnen bei der Suche nach der Kreatur helfen, indem er einen Spürhund mitbrachte. Hodgson rief an, aber Abbott lehnte ab. Krantz argumentierte, dass dieser Anruf am gleichen Tag der Begegnung ein Beweis gegen einen Hoax ist, zumindest von Seiten Pattersons.
Nachdem sie den Film verschickt hatten, machten sie sich auf den Rückweg zu ihrem Camp, wo sie ihre Pferde zurückgelassen hatten. Unterwegs „hielten sie wie geplant an der Lower Trinity Ranger Station und kamen gegen 21 Uhr an. Hier trafen sie sich mit Syl McCoy [einem weiteren Freund] und Al Hodgson.“ Zu diesem Zeitpunkt rief Patterson die Tageszeitung Times-Standard in Eureka an und erzählte seine Geschichte. Sie kamen gegen Mitternacht wieder an ihrem Campingplatz an. Um 5 Uhr oder 5:30 Uhr des nächsten Morgen, als es stark zu regnen begann, kehrte Gimlin vom Lager zur Stelle der Filmaufnahmen zurück und deckte die anderen Abdrücke mit Rinde ab, um sie zu schützen. Die Pappkartons, die er von Al Hodgson für diesen Zweck bekommen und draußen stehen gelassen hatte, waren so durchweicht, dass sie unbrauchbar waren, und ließ sie stehen.
Als er zum Camp zurückkehrte, verwarfen er und Patterson ihren Plan, weiter nach Beweisen zu suchen, und fuhren nach Hause, da sie befürchteten, der Regen würde ihre Ausfahrt unterspülen. Nachdem sie versucht hatten, die „Low Road“ – die Bluff Creek Road – zu verlassen, diese allerdings durch eine Schlammlawine blockiert war, fuhren sie stattdessen die steile Onion Mountain Road hinauf, von deren Randstreifen ihr Truck abrutschte; um ihn herauszuziehen, mussten sie sich (unerlaubterweise) einen nahegelegenen Radlader ausleihen. Die Heimfahrt von ihrem Campingplatz führte über 580 Meilen (930 km), die ersten 28,8 Meilen (46,3 km) auf einer langsamen Holzfällerstraße und dann etwa 110 Meilen (180 km) auf der kurvenreichen Route 96. Mit einem Lastwagen mit drei Pferden und unter Berücksichtigung gelegentlicher Stopps hätte die Fahrt am Samstagabend bei einer Durchschnittsgeschwindigkeit von 72 km/h 13 Stunden gedauert; bei einer Durchschnittsgeschwindigkeit von 64 km/h wären es 14,5 Stunden gewesen.
Der „Timber Management Assistant“ des US Forest Service, Lyle Laverty, sagte: „Ich [und sein dreiköpfiges Team in einem Jeep] kamen entweder am Donnerstag, dem 19. oder am Freitag, dem 20. an der Stelle vorbei“ und bemerkten keine Spuren. Nachdem sie während ihres Wochenendurlaubs die Nachricht von Pattersons Begegnung gelesen hatten, kehrten Laverty und sein Team am Montag, dem 23. an den Ort zurück und machten sechs Fotos von den Spuren. (Laverty diente später als stellvertretender Innenminister unter George W. Bush.) Der Tierpräparator und Naturliebhaber Robert Titmus ging neun Tage später mit seiner Schwester und seinem Schwager zum Fundort. Titmus machte Gipsabdrücke von zehn aufeinanderfolgenden Abdrücken der Kreatur und zeichnete, so gut er konnte, die Bewegungen von Patterson und der Kreatur auf einer Karte auf.

## Langfristige Nachwirkungen

### Bezüglich des Films
Grover Krantz schreibt, dass „Patterson den Film so schnell wie möglich entwickeln ließ. Zuerst dachte er, er hätte den Beweis für die Existenz von Bigfoot erbracht und erwartete wirklich, dass die Wissenschaftler ihn akzeptieren würden. Aber nur wenige Wissenschaftler waren bereit, sich den Film überhaupt anzusehen“, dies meist bei Vorführungen in wissenschaftlichen Organisationen bzw. Gesellschaften. Diese wurden meist auf Betreiben des Zoologen, Autors und Medienmannes Ivan Sanderson, einem Unterstützer von Pattersons Film, arrangiert. Sieben Vorführungen fanden statt: in Vancouver, Manhattan, der Bronx, Washington, D.C., Atlanta und erneut Washington, D.C. (alle bis Ende 1968); schließlich in Beaverton, Oregon. Von denjenigen, deren Urteil wiedergegeben wurde, äußerten die meisten verschiedene Vorbehalte, obwohl einige bereit waren zu sagen, dass sie von dem Film fasziniert waren.
Christopher Murphy schrieb: „Dahinden reiste 1971 [mit dem Film] nach Europa. Er besuchte England, Finnland, Schweden, die Schweiz und Russland. Obwohl die Wissenschaftler in diesen Ländern etwas aufgeschlossener waren als jene in Nordamerika, waren ihre Befunde im Grunde die gleichen [...] Ein echter Hoffnungsschimmer tauchte jedoch [in Russland auf, wo er Bayanov, Bourtsev und ihre Mitarbeiter traf].“
Obwohl es wenig wissenschaftliches Interesse an dem Film gab, konnte Patterson dennoch daraus Kapital schlagen. Er schloss einen Vertrag mit der BBC, der ihnen die Verwendung seines Materials in einem Dokudrama erlaubte. Im Gegenzug konnte er dieses Dokudrama für eine Tournee verwenden, in das er Material aus seiner eigenen Dokumentation sowie zusätzliches Material, das er und Al DeAtley gefilmt hatten, einfügte. Dieser Film wurde in lokalen Kinos rund um den Pazifischen Nordwesten und den Mittleren Westen gezeigt. Es wurde eine Technik angewandt, die für Naturfilme üblich ist und „four-walling“ genannt wird, d. h. es wurde viel lokale Werbung, hauptsächlich im Fernsehen, für einige Tage der Vorführung gemacht. Es war ein bescheidener finanzieller Erfolg. Al DeAtley schätzte, dass sein fünzigprozentiger Anteil der Gewinne des Films 75.000 $ betrugen.
Der Film gewann in den Vereinigten Staaten einiges an öffentlicher Aufmerksamkeit. Patterson trat in einigen populären TV-Talkshows auf, um für den Film und den Glauben an Bigfoot zu werben, indem er Ausschnitte daraus zeigte: so zum Beispiel 1967 in der Joe Pyne Show in Los Angeles, die den größten Teil des Westens der USA abdeckte; in Merv Griffins Programm, in dem Krantz seine Analyse des Films anbot; in der Talkshow von Joey Bishop sowie in Johnny Carsons Tonight Show. Artikel über den Film erschienen im Argosy, im National Wildlife Magazine und im Reader’s Digest.
Ein Radiointerview mit Gimlin, das der in Vancouver lebende Jack Webster im November 1967 führte, wurde teilweise von John Green aufgezeichnet und in Loren Colemans Buch Bigfoot! nachgedruckt. Patterson trat auch in Rundfunkinterviews bei lokalen Sendern auf, die in der Nähe der Orte lagen, an denen sein Film während seiner vierwöchigen Tournee im Jahr 1968 gezeigt werden sollte. Patterson verkaufte in der Folge überlappende Vertriebsrechte für den Film an mehrere Parteien, was zu kostspieligen rechtlichen Verwicklungen führte.
Nach Pattersons Tod schrieb Michael McLeod:

„Mit dem Einverständnis von Al DeAtley und Patricia Patterson übernahm der Filmverleiher Ron Olson den Betrieb von Northwest Research [...] und änderte dessen Namen in North American Wildlife Research Association. [...] Er arbeitete Vollzeit daran, Berichte zusammenzustellen, Freiwillige für die Jagd zu werben und mehrere kleine Expeditionen zu organisieren. Eine Bigfoot-Falle, die Olson und seine Crew bauten, ist immer noch vorhanden. [...] Olson [...] setzte sich weiterhin bei der Firma [American National Enterprises] dafür ein, einen Bigfoot-Film zu produzieren. [...] Im Jahr 1974 [...] stimmte ANE schließlich zu. [...] [Er wurde 1975 veröffentlicht,] mit dem Titel Bigfoot: Mensch oder Bestie. [Er] entwickelte eine Handlung, in der Mitglieder einer Bigfoot-Forschungsgruppe vorkommen. Olson verbrachte mehrere Jahre damit, den Film im ganzen Land zu zeigen. Er plante, Millionen mit dem Film zu verdienen, aber er sagte, dass er Geld verlor.“

 Olson wird in Barbara Wassons „Sasquatch Apparitions“ porträtiert.
Am 25. November 1974 strahlte der Sender CBS Monsters! Mystery or Myth aus, eine Dokumentation über das Monster von Loch Ness und Bigfoot. (Sie wurde von der Smithsonian Institution koproduziert, die ihren Vertrag mit dem Produzenten im folgenden Jahr kündigte). Die Sendung zog fünfzig Millionen Zuschauer an. Im Jahr 1975 veröffentlichte Sunn Classic Pictures die Dokumentation Bigfoot: The Mysterious Monster alias The Mysterious Monsters, der Teile von Monsters! Mystery or Myth, einer weiteren Dokumentation namens Land Of The Yeti, als auch Material aus dem Patterson-Gimlin-Film enthielt.

### Bezüglich der Filmemacher
Pattersons teure (369 $) 16-mm-Kamera war am 13. Mai von dem Fotografen Harold Mattson in Sheppard’s Camera Shop in Yakima ausgeliehen worden, aber er hatte sie länger behalten als es der Vertrag vorsah, und so wurde am 17. Oktober ein Haftbefehl gegen ihn ausgestellt. Wenige Wochen nach seiner Rückkehr aus Bluff Creek wurde er verhaftet. Nachdem Patterson die Kamera in funktionstüchtigem Zustand zurückgegeben hatte, wurde diese Anklage allerdings 1969 wieder fallen gelassen.
Während Patterson die Öffentlichkeit suchte, fiel Gimlin durch seine Abwesenheit auf. Er half nur kurz, den Film zu promoten und vermied es in den folgenden Jahren, öffentlich über seine Bigfoot-Begegnung zu sprechen; Anfragen nach Interviews lehnte er ab. Später erklärte er, dass er die Öffentlichkeit gemieden habe, nachdem Patterson und der Promoter Al DeAtley ihre Vereinbarung gebrochen hatten, ihm ein Drittel der Gewinne aus dem Film zu zahlen. Ein weiterer Faktor war, dass seine Frau gegen die Öffentlichkeitsarbeit war.
Daegling schrieb, „Bigfoot-Befürworter betonen, dass Patterson bis zu seinem Tod ein aktiver Bigfoot-Jäger blieb.“ So heuerte er 1969 zwei Brüder an, die in einem Lastwagen herumfuhren, um Bigfoot-Zeugen aufzuspüren und zu interviewen. Später, im Dezember desselben Jahres, war er einer derjenigen, die in Bossburg, Washington, nachdem dort die so genannten „Cripplefoot“-Spuren aufgetaucht waren. Krantz berichtet, dass „[einige] Jahre nachdem der Film gedreht wurde, Patterson einen Brief von einem Mann ["einem in Thailand stationierten US-Luftwaffenoffizier"] erhielt, der ihm versicherte, dass ein Sasquatch in einem buddhistischen Kloster festgehalten wurde. Patterson gab den größten Teil seines verbleibenden Geldes für die Vorbereitung einer Expedition aus, um diese Kreatur zu finden“, nur um zu erfahren, dass es sich um einen Schwindel handelte. Er erfuhr dies erst, nachdem er Dennis Jenson erfolglos nach Thailand geschickt hatte (wo er zu dem Schluss kam, dass der Flieger „geistig unausgeglichen“ war) und dann, nachdem er einen zweiten Brief von dem Mann erhalten hatte, selbst mit Jenson nach Thailand ging. Um Geld für die Reise nach Thailand zu bekommen, „rief Patterson Ron an, der zu ANE zurückgekehrt war, und verkaufte der Firma die Kinorechte an dem Clip für eine, wie Olson sagte, ziemlich gute Summe.“
Patterson starb 1972 an einem Hodgkin-Lymphom. Michael McLeod, Greg Long und Bill Munns berichten: „Ein paar Tage vor Rogers Tod sagte dieser [dem Bigfoot-Buchautor Peter] Byrne, dass er im Nachhinein [...] wünschte, er hätte das Ding erschossen und einen Körper statt einer Filmrolle herausgebracht.“ Laut Grover Krantz und Robert Pyle stimmten Patterson und Gimlin Jahre später darin überein, dass sie hätten versuchen sollen, die Kreatur zu erschießen, sowohl aus finanziellen Gründen als auch um Skeptiker zum Schweigen zu bringen.
Im Jahr 1995, fast drei Jahrzehnte nach Entstehung des Patterson-Gimlin-Films, begann Greg Long, ein technischer Autor für eine Technologiefirma, der es sich zum Hobby machte, die Geheimnisse des Nordwestens zu untersuchen und darüber zu schreiben. Über mehrere Jahre hinweg interviewte er Leute die Patterson kannten, von denen einige ihn als Lügner und Bauernfänger beschrieben.

## Analyse
Der Patterson-Gimlin-Film hat relativ wenig Interesse von Mainstream-Wissenschaftlern erfahren. Aussagen von Wissenschaftlern, die den Film bei einer Vorführung gesehen oder eine Studie durchgeführt haben, sind in Chris Murphys Bigfoot Film Journal abgedruckt. Typische Einwände beinhalten: Weder Menschen noch Schimpansen haben behaarte Brüste wie die Gestalt im Film, und Napier hat festgestellt, dass ein Scheitelkamm „nur sehr gelegentlich, in einem unbedeutenden Ausmaß, bei Schimpansen-Weibchen [sic] zu sehen ist.“ Kritiker haben argumentiert, dass diese Merkmale ein Beweis gegen die Authentizität sind. Krantz wandte gegen den letzteren Punkt ein, dass „ein Scheitelkamm [...] allein eine Folge der Körpergröße ist.“
Wie der Anthropologe David Daegling schreibt, „haben sich die Skeptiker nicht genötigt gefühlt, ein eingehenderes Argument gegen den Film vorzubringen; die Beweislast sollte, zu Recht, bei den Befürwortern liegen.“ Dennoch, ohne ein ausführlicheres Argument gegen die Authentizität stellt Daegling fest, ist „der Film nicht verschwunden.“ Krantz ist der Ansicht, dass von den vielen Meinungen, die über den Patterson-Film angeboten werden, „nur wenige davon auf technischem Sachverstand und sorgfältigem Studium des Films selbst beruhen.“
Bezüglich der Qualität des Films sind Kopien der zweiten Generation oder Kopien aus TV- und DVD-Produktionen schlechter als Kopien der ersten Generation. Viele frühe Bilder sind aufgrund von Verwacklungen unscharf, und die Qualität der nachfolgenden Bilder variiert aus dem gleichen Grund. Die Stabilisierung des Films (z. B. durch M. K. Davis), um dem Effekt des Verwackelns entgegenzuwirken, hat die Möglichkeit der Betrachter verbessert, den Film zu analysieren. Bezüglich der „Körnigkeit“ schreibt Bill Munns: „Basierend auf Dias, die vom Kamera-Original abgenommen wurden, [...] ist das PGF-Original so feinkörnig, wie es jeder 16mm-Farbfilm erreichen kann.“ Er fügt hinzu, dass die Körnigkeit zunimmt, wenn die Bilder vergrößert werden.

### Wissenschaftliche Studien
Bernard Heuvelmans
Bernard Heuvelmans – Zoologe und sogenannter „Vater der Kryptozoologie“ – hielt die Kreatur im Patterson-Film für einen kostümierten Menschen. Er bemängelte, dass das Haarstrommuster des Subjekts im Film zu gleichförmig sei, dass die Behaarung auf den Brüsten nicht wie bei einem Primaten aussehe, dass das Gesäß nicht ausreichend abgesetzt sei und dass es sich zu ruhig vor den verfolgenden Männern zurückziehe.
John R. Napier
Der bekannte Primatenexperte John Russell Napier (ehemaliger Direktor des Smithsonian’s Primate Biology Program) war einer der wenigen Mainstream-Wissenschaftler, der nicht nur den Patterson-Gimlin-Film einer kritischen Betrachtung unterzog, sondern auch andere damals verfügbaren Bigfoot-Beweise in seinem Buch The Sasquatch and Yeti in Myth and Reality von 1973 in einer generell wohlwollenden Weise untersuchte.
Napier räumte die Wahrscheinlichkeit ein, dass es sich bei Bigfoot um eine reale Kreatur handelt und erklärte: „Ich bin überzeugt, dass Sasquatch existiert.“ Allerdings argumentierte er gegen die Echtheit des Film: „Es gibt wenig Zweifel, dass die wissenschaftlichen Beweise zusammengenommen auf eine Art Hoax hindeuten. Die im Film gezeigte Kreatur hält einer funktionellen Analyse nicht stand.“ Napier gibt mehrere Gründe für seine und die Skepsis anderer an, die allgemein erhoben werden, aber anscheinend entstammen die Hauptgründe von ihm. Erstens, die Länge der „Fußabdrücke sind völlig im Widerspruch zu ihrer berechneten Höhe.“ Zweitens sind die Fußabdrücke vom „Sanduhr“-Typ, was ihm suspekt ist. (Als Antwort darauf kritisierte Barbara Wasson ausführlich Napiers Logik.)
Er fügt hinzu: „Ich konnte keinen Reißverschluss erkennen; und ich kann es immer noch nicht. Daher denke ich, müssen wir die Angelegenheit ruhen lassen. Vielleicht war es ein Mann, der in ein Affenfell gekleidet war; wenn ja, war es ein brillant ausgeführter Schwindel, und der unbekannte Täter wird seinen Platz unter den großen Schwindlern der Welt einnehmen. Vielleicht war es die erste Filmaufnahme eines neuen Hominiden-Typs, der der Wissenschaft völlig unbekannt ist; in diesem Fall verdient Roger Patterson den Rang von Dubois, dem Entdecker von Pithecanthropus erectus, oder von Raymond Dart aus Johannesburg, dem Mann, der der Welt den unmittelbaren Vorfahren des Menschen, Australopithecus africanus, vorstellte.“
Esteban Sarmiento
Esteban Sarmiento ist Spezialist für physische Anthropologie am American Museum of Natural History. Er hat 25 Jahre Erfahrung mit Menschenaffen in freier Wildbahn. Er schreibt: „Ich habe einige Ungereimtheiten in Aussehen und Verhalten gefunden, die auf eine Fälschung hindeuten könnten [...] aber nichts, was schlüssig zeigt, dass dies der Fall ist.“ Seine originellste Kritik ist diese: „Die Fußsohlenoberfläche ist ausgesprochen blass, aber die Handfläche scheint dunkel zu sein. Mir ist kein Säugetier bekannt, bei dem sich die Fußsohle so drastisch in der Farbe von der Handfläche unterscheidet.“ Seine umstrittensten Aussagen sind diese: „Die Gesäßbacken, obwohl groß, zeigen keine menschenähnliche Spalte (oder Ritze).“ „Körperproportionen: [...] In allen oben genannten relativen Werten liegt Bigfoot gut innerhalb des menschlichen Bereichs und unterscheidet sich deutlich von jedem lebenden Affen und von den ‚australopithecinen‘ Fossilien.“ (z. B. liegt der IM-Index im normalen menschlichen Bereich.) Und: „Ich schätze das Gewicht von Bigfoot auf zwischen 190 und 240 Pfund [85 und 110 kg].“
David J. Daegling und Daniel O. Schmitt
Als die Anthropologen David J. Daegling von der University of Florida und Daniel O. Schmitt den Film untersuchten, kamen sie zu dem Schluss, dass es unmöglich sei, schlüssig zu bestimmen, ob das Subjekt im Film nicht-menschlich ist, und argumentierten zusätzlich, dass Fehler in den Studien von Krantz und anderen ihre Behauptungen entkräfteten. Daegling und Schmitt wiesen auf Probleme wie Unsicherheiten bei den Positionen des Subjekts und der Kamera, Kamerabewegungen, schlechte Bildqualität und Artefakte (Bildfehler) des Subjekts hin. Sie schlossen daraus: „Basierend auf unserer Analyse der Gangart und den Problemen bei der Abschätzung der Subjektmaße sind wir der Meinung, dass es nicht möglich ist, die Identität des Filmsubjekts mit Sicherheit zu bestimmen.“
Daegling hat behauptet, dass der merkwürdige Gang der Kreatur nachgeahmt werden konnte: „Angenommene Besonderheiten der Geschwindigkeit des Subjekts, der Schrittlänge und der Körperhaltung sind alle von einem menschlichen Wesen reproduzierbar, das diese Art der Fortbewegung [einen "nachgiebigen Gang"] verwendet.“
Daegling merkt an, dass 1967 die Spezialeffekte in Film und Fernsehen primitiv waren, verglichen mit den ausgefeilteren Effekten späterer Jahrzehnte, und räumt ein, dass, wenn der Patterson-Film einen Mann in einem Anzug zeigt, „es nicht unvernünftig ist, zu behaupten, dass er besser ist als einige der schäbigeren Monster-Outfits, die damals für das Fernsehen zusammengewürfelt wurden.“
Jessica Rose und James Gamble
Jessica Rose und James Gamble sind die Autoren des „maßgeblichen Textes über den menschlichen Gang“, Human Walking. Sie betreiben das Motion and Gait Analysis Lab (Bewegungs- und Ganganalyse-Labor) an der Stanford University. In Zusammenarbeit mit dem Anthropologen und Bigfoot-Forscher Jeff Meldrum führten sie einen Hightech-Versuch durch, bei dem sie „Pattys“ Gang nachahmten. Rose war sich sicher, dass ihre Versuchsperson Pattys Gangart nachgebildet hatte, während Gamble sich nicht ganz so sicher war. Meldrum war beeindruckt und räumte ein, dass „einige Aspekte“ des Gangs der Kreatur nachgebildet worden waren, aber nicht alle. Der Sprecher sagte: „Sogar die Experten können sehen, dass der Gangtest nicht alle Parameter des Ganges replizieren konnte.“ Dies wurde in einer Folge der Serie Best Evidence des Discovery Channel gezeigt.
Cliff Crook and Chris Murphy
Eine computergestützte visuelle Analyse des Videos, die von Cliff Crook, der in seinem Haus in Bothell, Washington, einst Räume für Sasquatch-Memorabilien eingerichtet hatte, und Chris Murphy, einem kanadischen Bigfoot-Fan aus Vancouver, British Columbia, durchgeführt wurde, wurde im Januar 1999 veröffentlicht und stellte ein Objekt frei, das der Reißverschluss des Anzugs zu sein schien. Das Heranzoomen von vier vergrößerten Einzelbildern des 16-mm-Filmmaterials enthüllte, was die Spuren eines glockenförmigen Verschlusses im Taillenbereich der Kreatur zu sein schienen, der vermutlich dazu diente, den Anzug einer Person zusammenzuhalten. Da sowohl Crook als auch Murphy zuvor überzeugte Befürworter der Authentizität des Videos waren, bemerkte der Associated Press-Journalist John W. Humbell: „Langjährige Enthusiasten wittern einen Deserteur.“ Krantz entgegnete dem: „Wenn es einen Verschluss gab, konnte man ihn bei einer Vergrößerung nicht sehen. Das Filmkorn ist so beschaffen, dass es ein Bild von etwas so Kleinem nicht festhalten kann.“
Jeff Meldrum
Meldrum, Professor für Anatomie und Anthropologie an der Idaho State University, ist einer der wenigen Akademiker, die dem Sasquatch-Phänomen offen gegenüberstehen und betrachtet die Gestalt im Patterson-Gimlin-Film als Nachweis für eine existente Primatenspezies. Er verweist dabei auf die Kostüme im Science-Fiction-Film Planet der Affen, der ein Jahr nach den vermeintlichen Bigfoot-Aufnahmen in die Kinos kam, bzw. auf jene in dessen Nachfolger Rückkehr zum Planet der Affen von 1970. Diese seien auf dem höchsten Stand der damaligen Technik gewesen und die Kostüme des ersten Teils waren auch für den Oscar für das Beste Kostüm nominiert, der Film erhielt letztendlich einen Ehrenoscar für das beste Make-up. Bei der Gestalt im PGF ließen sich jedoch, im Gegensatz zu den Kostümen in den Filmen, bestimmte Muskelpartien ausmachen: „Sie fangen am Kopf an und sehen dann den Trapezius, sie sehen den Deltamuskel ... die Aufrichter am Rücken, die Schulterblätter bewegen sich unter der Haut ... die Quads kontrahieren, wenn sie kontrahieren sollen.“ Dahingehend verweist er auf andere Kostüme: „Es ist so einfach zu sagen: 'Offensichtlich ist das ein Mann in einem Fellkostüm.' Bis man es mit einem Mann in einem Fellkostüm vergleicht.“ Auch die von Patterson angefertigten Gipsabdrücke sind für ihn authentisch: „Einer der [Fußabdrücke] zeigte eine sehr ausgeprägte Druckleiste (pressure ridge). Ein Abstoß (push-off), der durch den sehr flexiblen Mittelfuß zustande kommt.“

### Andere Analysten
Gordon Valient
Krantz zeigte den Film auch Gordon Valient, einem Forscher im Auftrag des Sportbekleidungsunternehmen Nike, der, wie er sagt, „einige ziemlich nützliche Beobachtungen über einige eher nicht-menschliche Bewegungen machte, die er sehen konnte.“
MonsterQuest
Eine Folge der ersten Staffel von MonsterQuest beschäftigt sich mit dem Bigfoot-Phänomen. Ein Wissenschaftlerpaar, Jurgen Konczak (Direktor, Human Sensorimotor Control Laboratory, University of Minnesota) und Esteban Sarmiento, versucht erfolglos, einen mit LEDs an den Gelenken ausgestatteten Pantomimen-Darsteller dazu zu bringen, den Gang des Patterson-Bigfoot zu imitieren. Ein zweites Paar, der Anthropologe Daris Swindler und Owen Caddy, setzt digitale Verstärkung ein und beobachtet Gesichtsbewegungen, wie z. B. sich bewegende Augenlider, Lippen, die sich zusammenpressen wie die eines verärgerten Schimpansen, und einen Mund, der niedriger ist, als er zu sein scheint, aufgrund einer falschen Lippenanomalie wie die eines Schimpansen. (Leider behauptet der Sprecher der Sendung dreimal fälschlicherweise, dass der von Patterson gedrehte Originalfilm verwendet wurde). Die Folge schließt mit den Worten: „Die neuen Erkenntnisse sind faszinierend, aber nicht schlüssig, bis eine Leiche gefunden wird.“
Brian Dunning
Der Unternehmer, Autor und Betreiber eines Skeptiker-Podcasts Dunning gesteht dem Film zu, dass wenn es ein Kostüm ist, dieses „erstaunlich“ wäre ("[I] admit that if it is a fake, it’s astounding"). Zwei Holzfäller ohne entsprechende Erfahrung hätten demnach ein Kostüm gefertigt, das dem Stand der Technik von 1967 um Lichtjahre voraus war ("Two loggers with no previous gorilla suit experience made a suit that was better than today's state of the art, and certainly light years ahead of the 1967 state of the art.").

### Beschäftigte in der Filmindustrie
Dale Sheets und Universal Studios
Patterson, Gimlin und DeAtley führten den Film Dale Sheets, dem Leiter der Dokumentarfilmabteilung, sowie ungenannten Technikern in der Abteilung für Spezialeffekte der Universal Studios in Hollywood vor. [...] Ihre Schlussfolgerung war: „Wir könnten es versuchen [es vorzutäuschen], aber wir müssten ein völlig neues System künstlicher Muskeln schaffen und einen Schauspieler finden, der darauf trainiert werden könnte, so zu gehen. Es wäre zwar möglich, aber wir müssten sagen, dass es fast unmöglich wäre.“ Eine gemäßigtere Version ihrer Meinung lautete: „Wenn es [ein Mann in einem Affenkostüm] ist, dann ist es eine sehr gute Arbeit, die eine Menge Zeit und Geld kosten würde.“
Disney-Manager Ken Peterson
Krantz berichtet, dass John Green (der eine Kopie der ersten Generation des Original-Patterson-Films besaß) 1969 den Disney-Manager Ken Peterson interviewte, der nach der Sichtung des Patterson-Films behauptete, „dass ihre Techniker nicht in der Lage wären, den Film zu duplizieren“. Krantz argumentiert, dass, wenn Disney-Personal nicht in der Lage war, den Film zu duplizieren, es wenig wahrscheinlich ist, dass Patterson dies getan haben könnte. Greg Long schreibt: „Byrne zitierte seine Reise zu den Walt-Disney-Studios im Jahr 1972, wo Disneys Chef der Animationsabteilung und vier Assistenten Pattersons Filmmaterial sahen und es als ein wunderschönes Stück Arbeit lobten, obwohl es, wie sie sagten, in einem Studio gedreht worden sein müsse. Als Byrne ihnen sagte, es sei in den Wäldern Nordkaliforniens gedreht worden, "schüttelten sie den Kopf und gingen weg."“
Bill Munns
Bill Munns, mittlerweile im Ruhestand, war Spezialeffekt- und Maskenbildner, Kameramann und Filmeditor. Er argumentiert, dass Universal und Disney nicht die sachkundigsten Studios waren, mit denen man sich beraten konnte. Er sagt, dass Fox, MGM und der Special-Effects-Künstler Stuart Freeborn in England, „der gerade seine bahnbrechenden Affenanzüge für 2001: Odyssee im Weltraum fertiggestellt hatte“, besser geeignet gewesen wären.
Munns begann 2009, seine Online-Analyse des Films zu posten und im Online-Munns-Report zusammenzufassen. Im Jahr 2013 schrieb er zusammen mit Jeff Meldrum drei Artikel in Meldrums Online-Magazin Relict Hominoid Inquiry. Im Jahr 2014 veröffentlichte Munns im Selbstverlag When Roger Met Patty, ein 488-seitiges Buch, das Material aus diesen Artikeln enthält und den Film und das Filmsubjekt aus verschiedenen Perspektiven analysiert.
Er argumentiert, dass der Film ein nicht-menschliches Tier und keinen Mann in einem Pelzanzug zeigt. Er schlägt einen neuen diagnostischen Test der Authentizität vor, an der Achselhöhle: natürliche konkave Hautfalte vs. künstliche vertikale Falte. Munns' Analyse wurde in einer Episode der History Channel-Serie MonsterQuest gezeigt.
weitere Special-Effects-Künstler
- Rick Baker: Der berühmte Hollywood-Schöpfer von Harry (aus dem Film Bigfoot und die Hendersons), Rick Baker, sagte in Geraldo Riveras Show Now It Can Be Told (1992), dass „es wie billiges, falsches Fell aussah“, nachdem er das Motiv in Pattersons Filmstreifen gesehen hatte.[47] Baker sagte, dass John Chambers „einen miesen Walkaround-Anzug“ hatte, den er als „einen Gag verkaufte, um ihn [den Film] zu veräppeln“. Später erklärte Bakers Studio in einem Fax: „Er glaubt nicht mehr, dass dies [dass Chambers den Anzug gemacht hat] wahr ist.“
- John Chambers: Der oscarprämierte Monstermacher John Chambers ist vor allem für seine innovativen flexiblen Masken in Planet der Affen von 1968 bekannt. In einem Interview von 1997 in einem Pflegeheim mit „Bigfooter“ Bobbie Short dementierte er Gerüchte, dass er ein Kostüm für das Patterson-Subjekt kreiert habe und sagte: „Ich bin gut, aber nicht so gut.“[47] Einige Zeit vor 1976 berichteten die Guenettes, dass er auf ihre Fragen hin zu dem Schluss kam: „Wenn die Kreatur ein Mensch in einem Anzug ist, dann ist es kein gewöhnlicher Gorilla-Anzug. Es ist nicht etwas, das sie in einem Geschäft gekauft oder gemietet haben; es müsste etwas maßgeschneidertes sein. Er meinte auch, dass es aus echtem Tierfell gemacht sein könnte.“
- Janos Prohaska: Nachdem er den Patterson-Gimlin-Film mit John Green gesehen hatte, kam der Kostümdesigner und Affenanzug-Mime Janos Prohaska (bekannt durch seine Arbeit in den späten 1960er Jahren in den Fernsehsendungen Star Trek und Lost in Space) zu dem Schluss, dass das Subjekt im Film für ihn real aussah. Auf die Frage, ob er glaube, dass der Film gefälscht sei, antwortete Prohaska: „Ich glaube nicht [...] für mich sieht er sehr, sehr echt aus.“ Wenn der Film gefälscht war, vermutete Prohaska, war er bemerkenswert realistisch und aufwändig, und das beste Kostüm, das er je gesehen hatte, und die einzige plausible Erklärung war, dass jemand falsches Haar „direkt auf die Haut des Schauspielers“ geklebt haben könnte.[48]
- Chris Walas: Der Oscar-gekrönte „Maskenbildner Chris [Walas] präsentierte in der BigfootForums[-Website] (im Jahr 2004) eine Theorie, dass die gewölbte Hüftlinie die Überlappungslinie zwischen einem Pelzkostüm-Leggings-Teil und dem Torso-Teil darstellt.“
- Stan Winston: Der Oscar-prämierte Film-Special-Effects-Supervisor und Make-up-Artist Stan Winston sagte, nachdem er den Patterson-Gimlin-Film gesehen hatte: „Es ist ein Typ in einem schlechten Fellkostüm, sorry!“ Er fügte auch hinzu, dass „wenn einer meiner Kollegen dies für einen Film kreiert hätte, wäre er aus dem Geschäft.“ Er fuhr fort zu kommentieren, dass der Anzug im Film heute für „ein paar hundert Dollar“ oder „unter tausend, damals“ hätte gemacht werden können.

## Hoax-Anschuldigungen

### Patterson und/oder Gimlin
- Patterson und Gimlin bestritten beide, dass sie einen Hoax begangen hatten, aber in einem Telefoninterview mit dem Fernsehproduzenten Chris Packham für die BBC-Sendung The X Creatures aus dem Jahr 1999 sagte Gimlin, dass er eine Zeit lang „völlig überzeugt war, dass mich niemand täuschen könnte. Und natürlich bin ich jetzt ein älterer Mann [...] und ich denke, dass es die Möglichkeit [eines Hoax] gegeben haben könnte. Aber es hätte von Roger [Patterson] wirklich gut geplant sein müssen.“[49]
- Der Autor Greg Long entdeckte Indizienbeweise unterschiedlicher Stärke für die Fälschung von Fußabdrücken und möglicherweise sogar für die Fälschung von Sichtungen und Fotos in der Umgebung von Yakima durch Patterson. Long argumentiert, dass dies bedeutet, dass er auch den Film gefälscht hat.

Die Position der Befürworter des Films ist, dass das, was im Film zu sehen ist, nicht gefälscht werden kann – schon gar nicht von einem Kostüm-Laien wie Patterson. So beschäftigt sich Bill Munns in seinem Buch größtenteils mit detaillierten Untersuchungen von Filmmerkmalen, die seiner Meinung nach mit der Spezialeffekttechnik von 1967 nicht hätten erzeugt werden können. Er filmte eigene Nachstellungsversuche, die scheiterten. Daniel Perez schrieb: „Wenn der Film tatsächlich eine Fälschung ist, ein kostümierter Mann oder eine Maschine, könnte die Wissenschaft den Film sicherlich mit Leichtigkeit duplizieren. Fünfundzwanzig Jahre später [jetzt vierundfünfzig, Stand 2021] ist niemand dem auch nur nahe gekommen.“ Er schrieb später: „Es wurde nie überzeugend repliziert. Für jede denkende Person sollte das Bände sprechen.“
- David Daegling, Anthropologe, schreibt, dass die „zynischeren Skeptiker“ Pattersons Glück als „mehr als ein wenig verdächtig sehen: Er macht sich auf den Weg, um eine Bigfoot-Dokumentation zu machen, und stolpert dann fast buchstäblich über einen Bigfoot.“ Daegling, jedoch, bietet den Vorteil des Zweifels und stellt fest, dass Pattersons Argumentation solide ist: Auf der Suche nach etwas schwer fassbarem, ging er dorthin, wo davon berichtet worden war. Bluff Creek war auch der Schauplatz der Aktivitäten des bekannten Bigfoot-Hoaxers Ray Wallace im Jahr 1958 gewesen. In Pattersons Buch erwähnt er, dass er sich einmal mit Wallace getroffen hat. Später zitiert Daegling bestimmte Merkmale im Film und in der Handlung als verdächtig.
- Krantz dachte, dass Patterson einen solchen Schwindel begangen haben könnte, wenn er die Gelegenheit und die Mittel dazu gehabt hätte. Er war ein versierter 2D-Künstler, dessen Zeichnungen und Gemälde von Pferden und anderen Wildtieren ein detailliertes Verständnis von Muskulatur und Anatomie zeigten. Aber er argumentierte auch, dass Patterson „nicht annähernd das Wissen oder die Möglichkeiten hatte, dies zu tun - und auch sonst niemand [... ]Als ich über einige der technischeren Details der Biomechanik sprach, zeigte er [Patterson] den vertrauten leeren Blick eines Studenten, der den roten Faden der Erklärung verloren hatte, sich aber immer noch bemühte, aufmerksam zu sein. Dennoch muss er all diese Details gekannt haben, um einen Schwindel zu kreieren. Zum Beispiel konnte er die vordere Position des Schienbeins erkennen, aber wie das mit der Hebelwirkung des Fußes zusammenhing, war ihm völlig unklar.“
- Peter Byrne, der Patterson und Gimlin mehrmals interviewte, schrieb: „Beiden Männern fehlte in erster Linie die intellektuelle Kapazität für die Produktion eines Hoaxes [...] das als Meisterwerk bezeichnet wurde.“ In ähnlicher Weise schreibt Daegling, dass „die meisten Bekannten von Patterson sagten, dass weder er noch Gimlin klug genug waren, um etwas so detailliert zusammenzustellen.“

### Philip Morris
Im Jahr 2002 behauptete Philip Morris, Inhaber von Morris Costumes (einer in North Carolina ansässigen Firma, die Kostüme, Requisiten und Bühnenprodukte anbietet), dass er ein Gorillakostüm hergestellt habe, das in dem Patterson-Film verwendet wurde. Morris sagt, er habe seine Rolle in dem Hoax „auf Kostümkongressen, Vorträgen [und] Magierkongressen“ in den 1980er Jahren diskutiert, wandte sich aber erstmals am 16. August 2002 im Radiosender WBT in Charlotte, North Carolina, an die breite Öffentlichkeit. Seine Geschichte wurde auch im The Charlotte Observer abgedruckt. Morris behauptet, er habe gezögert, den Schwindel früher aufzudecken, aus Angst, seinem Geschäft zu schaden: Die Geheimnisse eines Zauberkünstlers zu verraten, sagte er, würde weithin als anrüchig angesehen werden.
Morris sagte, dass er 1967 einen Affenanzug per Versandhandel an Patterson verkaufte, in der Annahme, dass er für etwas verwendet werden würde, was von Patterson als „Streich“ bezeichnet wurde. Nach dem ersten Verkauf sagte Morris, dass Patterson ihn anrief und fragte, wie man die „Schultern massiver“ und die „Arme länger“ machen könne. Morris sagt, er habe vorgeschlagen, dass derjenige, der den Anzug trage, Football-Schulterpolster tragen und im Anzug Stöcke in den Händen halten solle.

Was den Gang der Kreatur betrifft, sagte Morris: 
„Die Bigfoot-Forscher sagen, dass kein Mensch so gehen kann wie im Film. Oh, doch, das können sie! Wenn man lange Clownsfüße trägt, kann man nicht zuerst den Fußballen absetzen. Man muss den Fuß flach aufsetzen. Sonst stolperst du. Und noch etwas: Wenn man den Gorillakopf aufsetzt, kann man den Kopf nur etwa ein Viertel weit drehen. Und um hinter sich zu schauen, muss man den Kopf, die Schultern und die Hüfte drehen. Außerdem sind die Schulterpolster im Anzug dem Kiefer im Weg. Das ist der Grund, warum der Bigfoot sich dreht und so aussieht, wie er es im Film tut. Er muss seinen gesamten Oberkörper verdrehen.“
Morris’ Frau und Geschäftspartnerin Amy hatte sich für ihren Mann verbürgt und behauptet, bei der Erstellung des Anzugs geholfen zu haben. Morris bot außer seiner eigenen Aussage keine Beweise an, um seine Darstellung zu untermauern. Das auffälligste Manko war das Fehlen eines Gorilla-Anzugs oder einer Dokumentation, die mit den im Film gezeigten Details übereinstimmen würde und 1967 hätte hergestellt werden können.
Eine Nachahmung des Patterson-Gimlin-Films wurde am 6. Oktober 2004 im „Cow Camp“ in der Nähe des Rimrock Lake durchgeführt, einem Ort 41 Meilen (66 km) westlich von Yakima. Das war sechs Monate nach der Veröffentlichung von Longs Buch und 11 Monate, nachdem Long zum ersten Mal Kontakt mit Morris aufgenommen hatte. Bigfooter Daniel Perez schrieb, „National Geographic's [Produzent] Noel Dockster ... bemerkte, dass der Anzug, der bei der Nachstellung verwendet wurde [...] in keiner Weise dem ähnelte, was im Patterson-Gimlin-Film dargestellt wurde.“

### Bob Heironimus
Bob Heironimus behauptet, die im Patterson-Film zu sehende Figur dargestellt zu haben. Heironimus sagt, er habe zuvor nicht öffentlich über seine Rolle in dem Schwindel gesprochen, weil er hoffte, irgendwann bezahlt zu werden und Angst hatte, wegen Betrugs verurteilt zu werden, wenn er gestanden hätte. Nachdem er mit seinem Anwalt gesprochen hatte, wurde ihm gesagt, dass er nicht zur Rechenschaft gezogen werden könne, da er für seine Beteiligung an dem Schwindel nicht bezahlt worden sei.
Einen Monat nachdem er am 28. Dezember 1998 die Fox-Fernsehsendung World's Greatest Hoaxes: Secrets Finally Revealed (Geheimnisse endlich enthüllt), ging er über eine Pressemitteilung seines Anwalts Barry Woodard vom 30. Januar an die Öffentlichkeit und berichtete einer Zeitung in Yakima. Er erklärte: „Ich sage die Wahrheit. Ich bin müde nach siebenunddreißig Jahren.“ Fünf Tage später berichtete eine zweite Zeitungsgeschichte, dass sein „Anwaltsbüro mit Anrufen von Medien überschwemmt wurde. [...] 'Wir warten nur darauf, dass sich der Staub legt', sagte er und erklärte, dass er und sein Klient Angebote auswerten.“ Er sagte auch: „Wir gehen davon aus, dass wir ziemlich schnell jemandem die ganze Geschichte erzählen werden.“
Heironimus’ Name wurde fünf Jahre später zum ersten Mal öffentlich genannt und seine Behauptungen zum ersten Mal öffentlich aufgeführt in Greg Longs Buch, The Making of Bigfoot, das Zeugenaussagen enthält, die Heironimus’ Behauptungen bestätigen:
- Heironimus’ Verwandte (seine Mutter Opal und sein Neffe John Miller) behaupten, einen Affenanzug in Heironimus’ Auto gesehen zu haben. Opal sagte, sie habe den Anzug zwei Tage nach den Dreharbeiten gesehen.
- Russ Bohannon, ein langjähriger Freund, sagt, dass Heironimus den Schwindel 1968 oder 1969 privat preisgab.
- Bernard Hammermeister, ein weiterer langjähriger Freund, sagte, dass ihm ein Affenanzug in Heironimus’ Auto gezeigt wurde. Long gab kein Datum für Hammermeisters Beobachtung an, aber sie kam anscheinend lange nach der Beobachtung der Verwandten, wie das Wort „noch“ in der Begründung andeutet, die Heironimus Hammermeister für die Bitte um sein Schweigen gab: „Es sollte immer noch eine Payola für die Sache geben, und er hatte sie nicht.“

Long argumentiert, dass der Anzug, von dem Morris sagt, er habe ihn an Patterson verkauft, derselbe Anzug war, den Heironimus in dem Patterson-Film getragen haben will. Long zitiert jedoch Heironimus und Morris, die in vielerlei Hinsicht unterschiedliche Affenanzüge beschreiben. Zu den auffallenden Unterschieden gehören:
- Anzugmaterial: Pferdeleder vs. Dynel. Heironimus sagt, sein Bruder Howard habe ihm erzählt, dass Patterson behauptete, er habe den Anzug aus Pferdeleder hergestellt. Als Long fragte, wie schwer der Anzug sei, antwortete Bob: „Er wog vielleicht zwanzig, fünfundzwanzig Pfund [9, 11 kg]. [...] Pferdeleder wäre schwer.“ Bob fügte hinzu: „Es stank. Roger hat ein totes, rotes Pferd gehäutet.“ Morris berichtet jedoch, dass der Anzug aus Dynel gefertigt war, einem leichteren synthetischen Material mit wenig oder gar keinem Geruch. Morris sagte, dass es sein „Standardanzug war, den wir an alle unsere Kunden verkauften“, der 435 Dollar kostete (billiger als die Konkurrenz).
- Anzug: Oberteil-und-Hose vs. Einteiler mit schwarzem Reißverschluss. Heironimus beschrieb den Anzug so, dass er keine Metallteile und einen oberen „Oberkörperteil“ hatte, den er „wie ein T-Shirt“ anzog. In Bluff Creek zog er „das Oberteil“ an. Auf die Frage nach dem „Unterteil“ antwortete er, dass es mit einem Kordelzug verschlossen sei. Morris hingegen fertigte eine einteilige Hemdhose mit einem Metallreißverschluss am Rücken. Vermutlich ist man erst hineingestiegen und hat sich dann in den Armen geschlängelt; auf jeden Fall wäre es unmöglich, ihn wie ein T-Shirt anzuziehen.
- Hände und Füße: Am Anzug befestigt vs. separat. Heironimus beschrieb den Anzug so, dass er Hände und Füße hatte, die an den Armen und Beinen befestigt waren.

Morris hingegen stellte angeblich einen Anzug her, dessen Hände und Füße separate Teile waren. Long spekuliert, dass Patterson diese Teile an den Anzug genietet oder geklebt hat, bietet aber keinen Beweis für diese Idee. Wenn Patterson dies getan hat, muss er es getan haben, bevor Heironimus seine Probeanpassung und seinen Spaziergang gemacht hat (denn Heironimus beschreibt einen dreiteiligen Anzug – Kopf, Rumpf und Beine, ohne separate Hände und Füße) – d. h. ohne ihre Position an seine Maße anzupassen. Und Heironimus hat nie beschrieben, vorher vermessen worden zu sein.
Long spekuliert, dass Patterson das Kostüm modifizierte, aber nur, indem er Morris’ lose Hände und Füße am Kostüm befestigte und Morris’ Maske ersetzte. Es gibt jedoch nichts, was er über die Änderung des Kostüms geschrieben hat. Es gibt keine Beweise oder Zeugenaussagen, dass Patterson den Anzug von Morris in Pferdeleder geändert hat, oder ihn in einer dunkleren Farbe gefärbt hat, oder ihn an der Taille halbiert hat, damit er mit Heironimus’ Beschreibung übereinstimmt.
Einige Filmbefürworter sagen, dass Heironimus’ Arme zu kurz sind, um mit denen eines Bigfoot übereinzustimmen, und dass er ein paar Zentimeter kleiner war als die Kreatur auf dem Film (bis zu 14 Zentimeter oder 36 cm kürzer).
Heironimus jedoch berichtete, dass er Football-Schulterpolster trug, was erklären könnte, warum die Schultern und Arme im Verhältnis zum Rest des Körpers unproportional erscheinen. Heironimus dementierte jedoch die Verwendung von armverlängernden Stöcken in seinem Kostüm und sagte, dass er „Handschuhe trug, die ein wenig länger waren als meine tatsächlichen Hände.“
Es wurde auch gesagt, dass Heironimus nicht so füllig war wie die Kreatur, aber Filmkritiker behaupten, dass ein Anzug das (und die Größe) korrigieren könnte. Heironimus erwähnte jedoch nicht, dass der Torso gepolstert war, weder als er von Long über den Anzug befragt wurde, noch als er von Rob McConnell in seinem zweiten XZone-Radiointerview am 6. August 2007 speziell nach Polstern gefragt wurde.
Lügendetektortests bezüglich ihrer Behauptungen wurden sowohl von Heironimus als auch von Patterson bestanden.
Der Unternehmer und Betreiber des Skeptiker-Podcasts Skeptoid Brian Dunning beschreibt in einer Folge Heironimus als "ehrlichen und unschuldigen jungen Mann (honest and innocent young man)", wohingegen Patterson von ihm als "unbedarfter Tagedieb (happy-go-lucky shortcutter)" dargestellt wird, der nie gearbeitet habe ("He never sold hours of his life.").

### Ray Wallace
Nach dem Tod von Ray Wallace im Jahr 2002 und der Bitte von Loren Coleman an den Reporter der Seattle Times, Bob Young, zu recherchieren, ging die Familie von Wallace an die Öffentlichkeit mit der Behauptung, dass dieser das Bigfoot-Phänomen mit gefälschten Fußabdrücken (aus einem hölzernen fußförmigen Ausschnitt), die 1958 an kalifornischen Orten hinterlassen wurden, begonnen hatte.
- Mark Chorvinsky, Redakteur des Strange Magazins, förderte Wallaces Behauptung, dass er Patterson einen Tipp gab, wo genau er nach einem Bigfoot suchen sollte. Chorvinsky schrieb, „'Roger Patterson kam [rüber] Dutzende Male, um mich über diesen Bigfoot auszufragen,' erklärte Ray Wallace dem Forscher Dennis Pilchis 1982. 'Ich hatte Mitleid mit Roger Patterson. Er erzählte mir, dass er Lymphdrüsenkrebs hatte und verzweifelt pleite war und er wollte versuchen, etwas zu bekommen, wo er ein kleines Einkommen haben könnte. Nun, er ging genau dorthin, wo ich es ihm sagte. Ich sagte ihm: Du gehst da runter und hängst an der Bank rum. Bleib da oben und beobachte diese Stelle.'“ David Daegling fasste Chorvinskys Argumentation zusammen und kam zu dem Schluss, dass Wallace „ein gewisses Maß an Beteiligung“ an dem Patterson-Gimlin-Film hatte und dass dies einen Verdacht gegen ihn begründete.
- Loren Coleman hat geschrieben, dass Patterson ein früher Bigfoot-Forscher war, und dass es nur natürlich war, dass er ältere Bigfoot-Ermittler, zu denen auch Wallace gehörte, wegen der Vorfälle hinsichtlich der Bluff-Creek-Spuren 1958 aufsuchte und befragte. Coleman hat behauptet, dass Wallace nichts mit Pattersons Filmmaterial von 1967 zu tun hatte und hat in einer Analyse der Medienbehandlung des Todes von Wallace argumentiert, dass die internationalen Medien die Wallace-Filme der 1970er Jahre fälschlicherweise mit dem Patterson-Gimlin-Film von 1967 verwechselten.
- Meldrum hat ausführlich über Wallace, seine Behauptungen (die von seiner Familie nach seinem Tod fortgeführt wurden) und die erheblichen Probleme mit ihnen in seinem Buch Sasquatch: Legend Meets Science berichtet.